# (32054) Musunuri
2000 JT37 (asteroide 32054) é um asteroide da cintura principal. Possui uma excentricidade de 0.09191760 e uma inclinação de 5.46061º.
Este asteroide foi descoberto no dia 7 de maio de 2000 por LINEAR em Socorro.